# 南支那方面軍
南支那方面軍，又称南支派遣军。中文中常称华南方面军，是大日本帝國陸軍的一個方面軍。昭和15年（1940年）2月9日編制成軍，編入中国派遣軍作戰序列，同年6月22日廣九作戰之後，自7月23日起成為大本營直轄軍，9月5日入侵法屬印度支那北部，翌年昭和16年（1941年）3月3日進行雷州半島方面作戰，4月19日進行福州作戰，同年6月28日廢軍。司令部轄有防疫給水部，廣州第8604部隊又稱為「波第8604部隊」。

## 基本情况
- 通稱號：波
- 編成時期：昭和15年（1940年）2月9日
- 廢止時期：昭和16年（1941年）6月28日
- 廢軍時之上級部隊：大本營直隷
- 最終位置：廣州

## 人事架構

### 司令官
- 安藤利吉中將（陸士16期：昭和15年（1940年）2月10日～昭和15年10月5日）
- 後宮淳中將（陸士17期：昭和15年（1940年）10月5日～昭和16年6月28日）

### 参謀長
- 根本博少將（陸士23期：昭和15年（1940年）2月10日～昭和16年3月1日）
- 加藤鑰平（日语：加藤鑰平）少將（陸士25期：昭和16年（1941年）3月1日～昭和16年6月28日）

### 參謀副長
- 佐藤賢了大佐（陸士29期：昭和15年（1940年）2月10日～昭和16年2月5日）
- 樋口敬七郎大佐（陸士27期：昭和16年（1941年）2月5日～昭和16年6月28日）

### 高級參謀
- 今田新太郎（陸士30期：昭和15年（1940年）2月10日～昭和15年3月9日）
- 藤原武（陸士31期：昭和15年（1940年）3月9日～昭和15年12月24日）

## 最終隷下部隊
- 印度支那派遣軍
- 近衛師團
- 第18師團
- 第38師團
- 第104師團
- 獨立混成第19旅團
- 第1獨立歩兵隊

## 關連項目
- 軍事單位
- 第22軍
- 第23軍
- 华北方面軍
- 华中方面軍
- 中国駐屯軍
- 大日本帝國陸軍師團列表

## 外部連結
- Wendel, Marcus. . Japanese Southern China Area Army(南支那方面軍 (日本陸軍)).   [2008-03-27]. （原始内容存档于2006-10-29）.
- 帝國陸軍～その制度と人事～
- 日本陸海軍事典

1. ↑  . gunka01.blog.shinobi.jp.   [2023-10-14]. （原始内容存档于2018-06-27）.